# Pelecinotus
Pelecinotus is een geslacht van rechtvleugeligen uit de familie veldsprinkhanen (Acrididae). De wetenschappelijke naam van dit geslacht is voor het eerst geldig gepubliceerd in 1902 door Ignacio Bolívar.

## Soorten
Het geslacht Pelecinotus omvat de volgende soorten:
- Pelecinotus brachypterus Bolívar, 1902
- Pelecinotus cristagalli Bolívar, 1902
- Pelecinotus cristobtusa Willemse, 1962
- Pelecinotus intermedia Bhowmik & Dutta, 1965
- Pelecinotus lankae Henry, 1933